# Historia del hambre en España

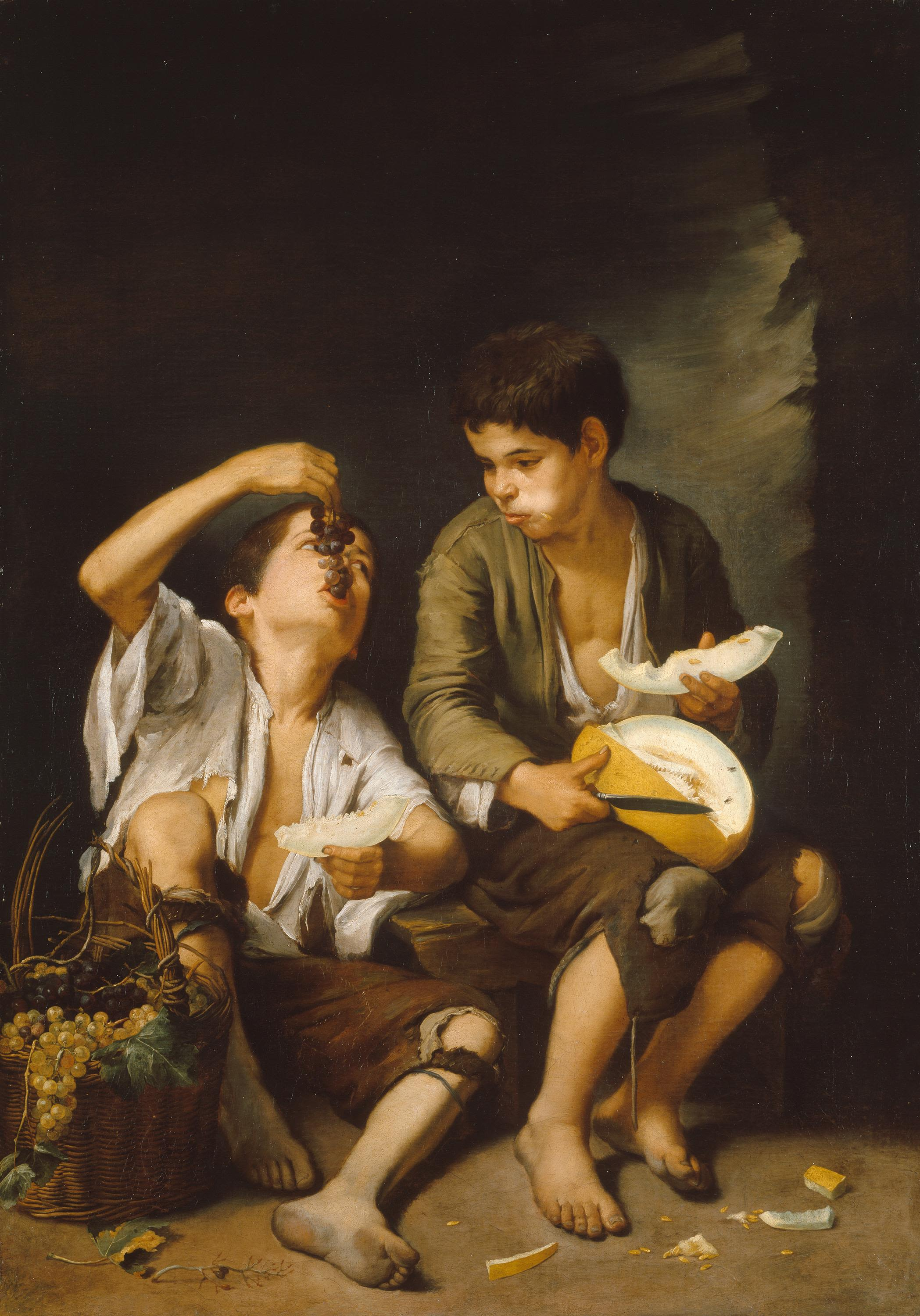
Una realidad española concreta en el siglo de Oro se convierte en un género literario en el que el hambre resulta ser parte de la trama: la novela picaresca. Cuadro: Los Niños comiendo uvas y melón, de Murillo.

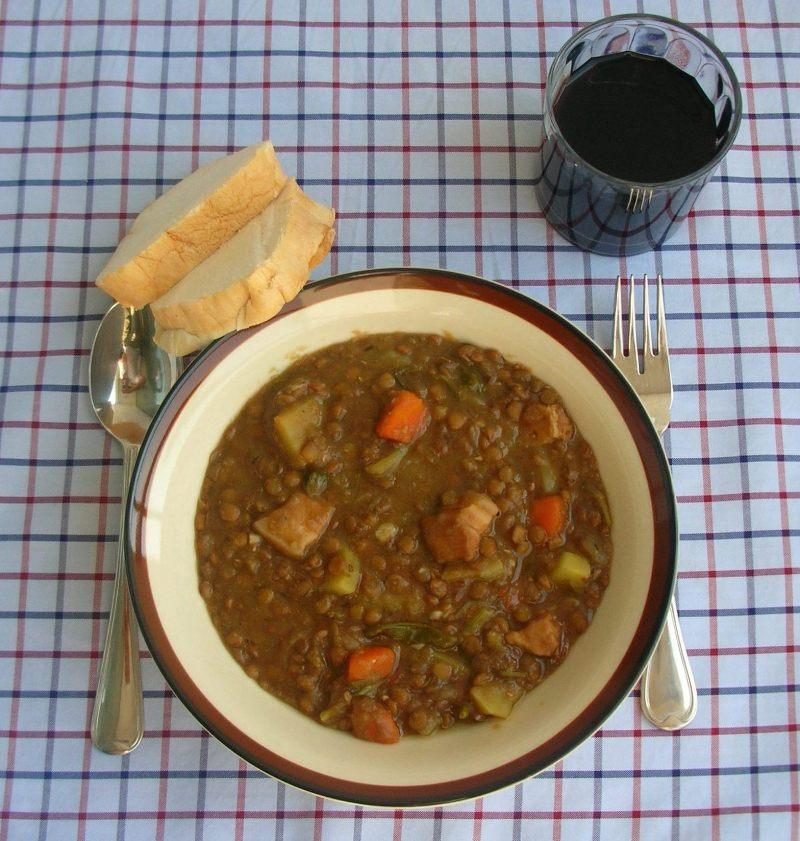
En los periodos de carencia los menús y las recetas tradicionales se simplifican por la carencia de ingredientes.

La historia del hambre en España es la narración histórica de los diversos factores que provocaron carencia de alimentos básicos en España. Esta descripción se centra principalmente a las clases más desfavorecidas que sufrieron siempre la carestía alimentaria debido a interrupciones, bien en la producción agrícola en el mundo rural, bien en la cadena de distribución. Tales interrupciones se han producido a lo largo de la historia debido a grandes eventos tales como son las catástrofes naturales, por guerras, plagas de diverso tipo, la propagación de virulentas enfermedades contagiosas, y en la época moderna desde el siglo XVI por las crisis económicas y el cambio climático. En muchos casos estos desastres han causado carestía y hambrunas en la población española, revueltas sociales y finalmente la debilitación de las estructuras sociales vigentes. Es por esta razón por la que es considerada como uno de los motores de cambios en la historia y devenir de un país. Existen varias dimensiones en el estudio de los efectos que produce el hambre en la población, algunos de ellos se reflejan la memoria histórica colectiva, como puede ser: la sociológica, la etnográfica, la gastronómica.
De las muchas facetas que posee la carestía, el hambre (carestía de alimentos) es una de las más preocupantes para los gobernantes. El hambre en los primeros instantes de la historia de la humanidad pudo haber sido local, circunscrito a un instante o área geográfica. Tras la aparición de los efectos globalizadores de la revolución industrial pasó a ser un fenómeno más amplio que puede afectar al desarrollo de un país. El hambre es igualmente una posibilidad para crear nuevas fórmulas culinarias debido a la carencia de ciertos ingredientes básicos. Los ingredientes de los alimentos básicos pueden cambiar debido a la carestía, buscando alternativas que posteriormente se arraigan culturalmente en la población. Algunos de ellos se deslocalizan para ser asumidos posteriormente como propios. El hambre genera igualmente movimiento de la población a/desde la geografía española en busca de alimentos y oportunidades. En el siglo XX las sucesivas reformas agrarias de dudoso éxito, la lenta incorporación a la revolución industrial, y una Guerra Civil cambiaron la sociedad mediante una ruptura sin precedentes en el país. El hambre y la ruptura social en el periodo de posguerra hizo que hubiera una profunda marca sociales y cultural, sensibles todavía a comienzo del siglo XXI. La dieta alimentaria de los españoles cambia drásticamente en este periodo en lo que se denomina "transición nutricional".
España entra tarde en la revolución verde y en los conceptos de agricultura industrial. Esto hace que la oferta de alimentos denominados 'clásicos' dentro de la culinaria española se mantenga vigente hasta mediados y finales del siglo XX. La incorporación de mejoras vegetales en algunas especies, logrando que sean menos dependientes de los cambios climáticos, la mejora en las redes viarias, y la incorporación de los sistemas de refrigeración. todo ello. Provoca que exista una producción estable, menos dependiente de los cambios climáticos, así como una mayor oferta. Este fenómeno es estudiado como la "transición nutricional" (transición desde las 2500 kCal a las 3000 kCal diarias), y da fin al hambre colectivo en España. El hambre con estas nuevas condiciones deja de ser un fenómeno colectivo, para convertirse en una tragedia individual, familiar. Se trata de las personas sin hogar debido a una situación en la que se ha alcanzado el nivel máximo de exclusión social y marginación en una sociedad moderna.

## Prehistoria en la península
Es posible que el hambre haya sido una de las primeras carestías que pudo haber sufrido la humanidad. El espacio que ocupa la península ibérica fue uno de los primeros asentamientos habitados por los homínidos europeos. Sobre la forma de alimentarse y el hambre en los primeros tiempos de la humanidad, los estudios de paleoantropología realizados han proporcionado varias ideas acerca de la alimentación y sus carencias. El denominado canibalismo no ritual, se ha asociado siempre con períodos de hambre. A este respecto los yacimientos de la Sierra de Atapuerca en la provincia de Burgos han mostrado cómo el Homo antecessor que habitaba en sus cuevas ya practicaba el canibalismo, quedando en duda entre los arqueólogos si este comportamiento alimentario era o no por hambre. El debate científico se centra en la aparición de muestras de huesos homínidos con rasgaduras visibles de dientes humanos. Es posible que, a pesar de estos instantes de canibalismo no-ritual, estos primeros homínidos se alimentan de bayas y de frutas que crecían en arbustos silvestres cercanos. Estas primeras sociedades tenían un régimen nómada estando en constante movimiento, cazando y buscando alimentos. Es posible que debido a esto sufrieran una especie de hambre estacional (hambre regular) siempre a la espera de periodos favorables a su maduración.
Existe una transformación completa de los instrumentos que emplea la humanidad, esto afecta a la producción de alimentos. Esta transición va desde la cultura paleolítica neandentales (Homo neanderthalensis) y cromañones (Hombre de Cro-Magnon), dedicada exclusivamente a las actividades de caza-recolección, a una cultura neolítica en la que surgen las prácticas agrícolas, las ganaderas y el arte culinario. Se comienza a dominar el fuego y con ello la posibilidad de procesar (cocinar) y hacer finalmente más digerible los alimentos. Se desarrollaron en este periodo útiles agrícolas de gran importancia, como las azadas, las hoces y los molinos de mano. La agricultura nace en la península ibérica con vocación de cultivo exclusivamente cerealista. Estos primeros hombres dependían alimentariamente directamente del éxito productivo de sus primitivas cosechas de cereal, es cierto que la dieta se empobreció a costa de poder ofrecer alimentos a una mayor cantidad de población. Se produjo un aumento de la población, debido en parte a un aumento de la disponibilidad de alimento. El hambre que afectaba tan sólo localmente y estacionalmente a unos grupos poblacionales en el anterior periodo paleolítico, ahora pasa a ser un hambre globalizada (hambruna) cuando una cosecha fallaba por las condiciones climáticas, o cuando una estación se retrasaba.
Gran parte del territorio de la península ibérica estuvo expuesta a los rigores climáticos derivados de las glaciaciones, una de las más intensas fue la glaciación Huroniana, que debió causar enormes cortes en la producción cosechadora de cereales de toda Europa. Es posible que esta situación también causará las primeras hambrunas globales entre los homínidos que habitaban por entonces en la península ibérica. Al retirarse los glaciares con el cambio climático, se regresó de nuevo a la actividad agricultora y ganadera. Los procesos culinarios más básicos de este periodo se centraban en las gachas de cereales, y en algunas ocasiones éstas se ponían en los rescoldos del fuego, dando lugar a panes primitivos. Ocasionalmente se comía carne procedente de la caza, y de los animales que se cuidaban. El pescado se encontraba reducido sólo a ciertas áreas específicas de la costa.

## Hispania y los pueblos bárbaros

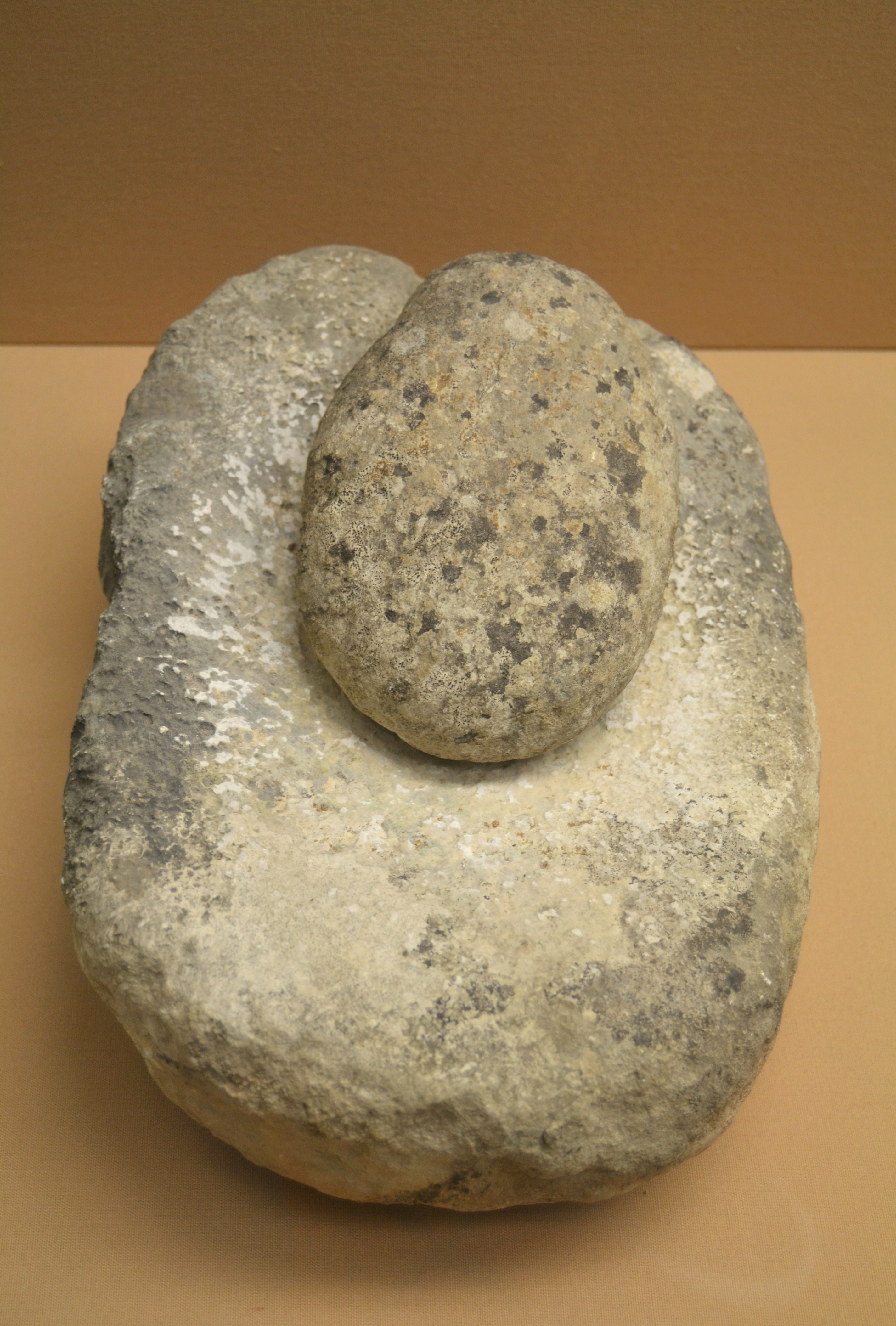
Un primitivo molino de mano del periodo neolítico en la península ibérica. La existencia de molinos de este tipo va unida a la producción y consumo de cereales.

Los pueblos primitivos iberos se alimentaban principalmente de gachas de cereales procedentes de sus propios cultivos, de los frutos secos recolectados en temporadas, rara vez de verduras o frutas. Ocasionalmente complementaban su alimentación con la carne procedente de la caza y de animales domesticados como la cabra. Los pueblos costeros quizás lo tuvieran más sencillo y pudieran abastecerse de pescado con más regularidad. No es de extrañar que una de las primeras culturas florecientes de la península se estableciera en Gadir, una zona costera del sur de la península. Es decir: la situación no ha cambiado mucho desde el punto de vista culinario. Mismos alimentos, mismas preparaciones y mucha más población que alimentar. Las gachas de cereales y sus derivados acompañarían a la culinaria de los pueblos primitivos prehispánicos, hasta bien entrado el siglo XIX. La dieta de estos pueblos es descrita con cierto detalle por el historiador romano Estrabón en su Geografía. En esta descripción etnográfica se puede ver como la lenta conquista romana por el mediterráneo supuso una generalización de la dieta cerealista a lo largo del imperio, lo que causó una dependencia mayor de su cultivo. Aparece el concepto de Granero de Roma como suministrador de trigo y centeno a los rincones del imperio. Roma sometía de esta forma los pujantes pueblos bárbaros, todos ellos nómadas. Al cultivar se hacían sedentarios y contribuían a la producción de alimentos. Mayor número de alimentos, menos revueltas y una población más controlada (concepto: panem et circenses).
De todos los pueblos íberos sólo los cartagineses peninsulares iniciaron una colonización hacia el interior con un carácter más militar que facilitó finalmente la entrada de Roma en el siglo III a. C. A pesar de todo la conquista de Hispania por los romanos fue lenta, debido a la constante resistencia de los pueblos íberos. En el 209 a. C. los cartagineses habían perdido gran parte del territorio, evento que facilitó la ocupación. Durante estas batallas por la romanización de la península, el hambre fue un elemento bélico empleado en forma de asedio a núcleos poblacionales. Algunos ejemplos claros en la historia española son Numancia, ciudad soriana tomada por Escipión tras varias décadas de asedio. Las tradiciones culinarias de Roma se impusieron en las poblaciones de la península que era ya una provincia de Roma. De la misma forma, la posterior caída del imperio no fue un proceso rápido, sino que se produjo en un largo intervalo de tiempo. La economía en la Hispania Romana instaló el panem et circenses con el objeto de instalar los subsidios oficiales con el objeto de mantener la población en Hispania.
La denominación 'bárbaro' en Roma es un exónimo peyorativo que refería al conjunto de pueblos ubicados al norte y oriente del Imperio. Pueblos, que posteriormente, durante la lenta decadencia del Imperio romano en el siglo III y siglo VIII invadieron parte del territorio europeo ocupado por el Imperio, incluido Hispania. En las primeras oleadas fueron los pueblos germánicos representados en los suevos, alanos y vándalos. Todos ellos de dieta carnívora, que facilitaba el saqueo, provocaba el hambre de las poblaciones agricultoras y ganaderas sometidas a su poder. Posteriormente, ya en el siglo VI los visigodos se hicieron con gran parte del territorio. La sociedad visigoda estaba dominada por las actividades de carácter agrícola y ganadero. En este punto continuaron la misma actividad económica de la Hispania romana, con los mismos cultivos, introduciendo alguno nuevo, como el de las espinacas o la alcachofa. La explotación de la tierra seguía organizada en torno a grandes villae. Una villa estaba dividida en reserva y mansos. No obstante, la mano de obra no era ya esclava, sino que se trataba de colonos, lo cual se había iniciado en la época del Bajo Imperio.

## Periodo medieval: Tres culturas

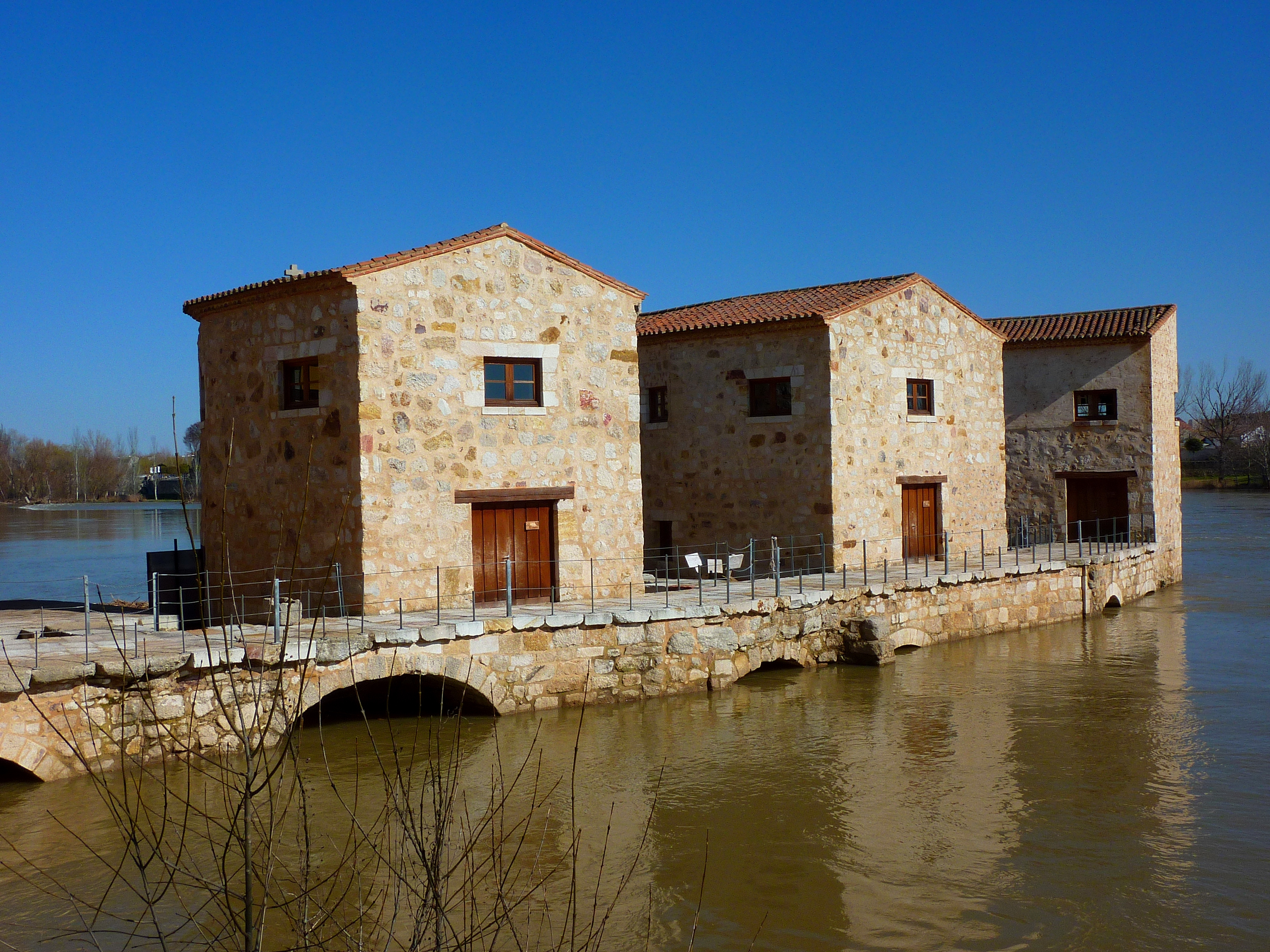
Las abundantes aceñas ubicadas en los principales ríos españoles, muestran la importancia del cereal y su molienda. El control sobre estos molinos era una pieza fundamental en la sociedad medieval feudal.

La caída del imperio visigodo que da pie a la conquista musulmana de la península ibérica, cuyo momento determinante fue la batalla de Guadalete, abre un periodo de incertidumbre agraria y poblacional profundo que tiene diversos efectos dependiendo de la zona de la península. A esta situación se añaden los efectos que producen las sequías que ocasionaron una alarmante disminución de las cosechas en el periodo 707 y 709, y se registró tremenda hambruna y, siendo agravante la aparición de la peste. La preparación más habitual en la zona musulmana era similar al denominado actualmente como potaje de farro. Los cereales eran la base de la alimentación en las tres culturas. Cualquier causa que modificase la producción de cereales causaba hambruna en la población de ambas zonas. Bien fuera un movimiento de población en huida debido a la presencia de un ejército, una inundación, un periodo de sequía. Esta era la situación durante el periodo de reconquista, en la denominada frontera marcada por el río Duero: Extrema Dorii. La formación de zonas desérticas, como es el caso de desierto del Duero, son un ejemplo claro. Estas zonas tuvieron hambre endémica durante todo el periodo de la reconquista. El hambre y las epidemias diezmaron a los pobladores de la alta meseta, y las campañas militares provocaron el éxodo de los supervivientes, convirtiendo una amplia extensión del norte en una zona despoblada. El final de la reconquista se produce en 1212 cuando se enfrenta las tropas del pujante Al-Ándalus con los reinos cristianos del norte en la batalla de Las Navas de Tolosa. A partir de ahí la repoblación de los terrenos desérticos durante largos siglos de luchas pasaría ser una de las actividades primordiales de los regentes y poderes religiosos. Surgen los monasterios en el norte de la Península y se investigan nuevas formas de cultivo.
En la península ibérica, como en el resto de Europa, estuvo marcada por la crisis de los siglos siglo XIV y siglo XV. A finales del siglo XIII, Europa había llegado al límite del modo de producción feudal: era cada vez más difícil alcanzar el equilibrio entre producción de alimentos y población. En el caso de los pueblos hispanos, el esfuerzo militar y repoblador de la llamada Reconquista había sido inmenso, el avance territorial excesivamente rápido. De este modo, en el siglo XIV se rompe el precario equilibrio de todos estos elementos y se produce una crisis, que es general en toda Europa. Esta crisis del siglo siglo XIV se considera, desde el punto de vista historiográfico, como la muerte de la Edad Media y el surgimiento de los Estados modernos. En la Europa Occidental se configura la formación social conocida como Antiguo Régimen, caracterizada por una economía en transición del feudalismo al capitalismo, una sociedad estamental y unas monarquías autoritarias que evolucionan hacia monarquías absolutistas.
El feudalismo en España no desaparece, aunque sí cambia de forma y función para sobrevivir hasta el fin del Antiguo Régimen, en el siglo XIX. El campesino español se ve obligado a vivir en condiciones muy extremas de supervivencia. Donde una minoría vive a costa de una mayoría que cultiva y produce alimentos acorde con las reglas del azar climático. El señor poseía el derecho de desposeer de alimentos, de ropas, y otras posesiones si fuera posible. Poca iniciativa, o motivación, de mejora quedaba al campesinado castellano bajo estas condiciones feudales. Los centros de procesado de alimentos se encontraban bajo el dominio del rey, o la iglesia. Una vez que los Reyes Católicos en 1492 conquistan el reino nazarí de Granada, la península se unifica dando lugar a una única política y visión de estado. No obstante las revueltas por lograr áreas de poder en el nuevo Estado continúan, una de las más conocidas: la denominada Motín de la Trucha.
La dieta de los españoles durante este periodo consistía fundamentalmente en un gran porcentaje de cereales y legumbres (generalmente garbanzos y lentejas), frutos secos. La carne ocupaba un lugar muy limitado en el consumo habitual de las clases bajas, y quedaba relegado su consumo a contadas ocasiones festivas. La alimentación de la época era muy poco variada y con gran monotonía de preparaciones culinarias. Generalmente fundamentado en cereales (con protagonismo en el pan) en la que se podía preparar una especie de migas, como los formigos.

## Los ingredientes del Nuevo Mundo

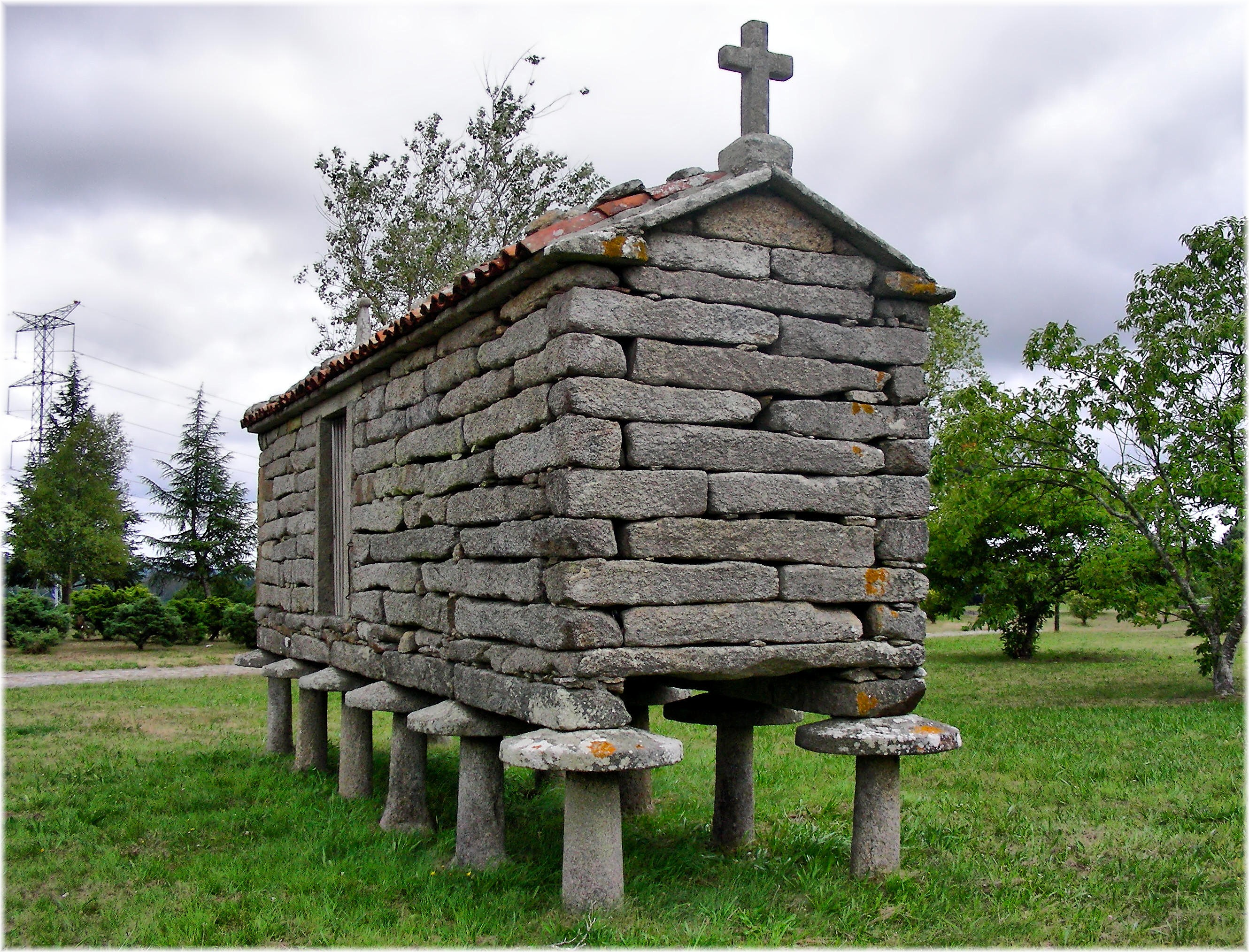
Los hórreo gallegos son una adaptación de la arquitectura popular a la necesidad de conservar el maíz.

Tras las capitulaciones de Santa Fe en la que se suscriben el 17 de abril de 1492 los acuerdos alcanzados entre los reyes y Cristóbal Colón relativos a la expedición a las Indias por el mar hacia occidente en su primer viaje llegando a la isla de Guanahani el 12 de octubre de ese mismo año. Este viaje de descubrimiento supuso un intercambio de nuevos alimentos en ambos sentidos. Se abrían nuevas posibilidades de cultivos. La aceptación en Europa de algunos de estos nuevos ingredientes procedentes del Nuevo Mundo tuvo un perfil diferente. Mientras que el chocolate tuvo mucha aceptación en España, otros alimentos como el tomate, el pimiento, el maíz y la patata tuvieron que esperar siglos en ser incorporados plenamente en la dieta española. Los viajes para cruzar el Atlántico, de los conquistadores españoles y colonos, era tan apurado en logística, que al llegar al destino la subsistencia se hacía difícil. Esta situación de necesidad hizo que tuviera que adaptarse una preparación culinaria de origen con los alimentos autóctonos. En busca de cereales similares al trigo se prepara el pan cazabi elaborado con el rallado de la raíz de la yuca, al igual que se hace con el maíz. Este sucedáneo del pan elaborado con yuca era un alimento muy popular entre los primeros conquistadores. El maíz se muele, al igual que se hace con el trigo, mientras que los autóctonos lo someten a un proceso de nixtamalización. Creando una situación alimenticia adaptativa que en algunas ocasiones se transformaba en hambruna. Como fue el caso de la Fortaleza de Santo Tomás a cargo de Pedro de Margarit, que tuvo que soportar sin cultivos un año, pereciendo gran parte de la fortaleza a causa del hambre y de los ataques. Poco a poco se fue aprendiendo sistemas de cultivo autóctonos como el milpa, lo que permitió una mayor supervivencia de los conquistadores. Algunas especies llevadas de Europa se fueron adaptando igualmente, caso del olivo, la vid.
De los primeros alimentos llevados a España cabe mencionar la batata, la chumbera, el pimiento, el tomate y el maíz. El pimiento fue el primero en ser adaptado, y sufrió una aceptación doble: como hortaliza y especia. El tomate tuvo un éxito local que se propagó por el mediterráneo hasta el reino de Nápoles. En las zonas de regadío tuvo gran aceptación el frijol o judía (posee numerosas acepciones a lo largo de la geografía española). El maíz y la patata tardaron en ser aceptados. Fue precisamente una de las hambrunas del siglo XVII donde la patata y el maíz mostraron ser un sucedáneo del trigo y del centeno. Las gachas de mijo (las puches), o cebada, se cambiaron pronto por las tortas de maíz (sustituto a veces de las tortas de trigo), y la patatas cocidas (cachelos). Su consumo se centró, hasta comienzos del siglo XIX, exclusivamente en las zonas rurales. Su consumo era considerado de pobres y clases bajas. Es precisamente a partir de ese instante cuando la dieta de las clases más desfavorecidas se diversifica, minimizando el riesgo de padecer hambruna por cosechas en cereales.

## El siglo de Oro

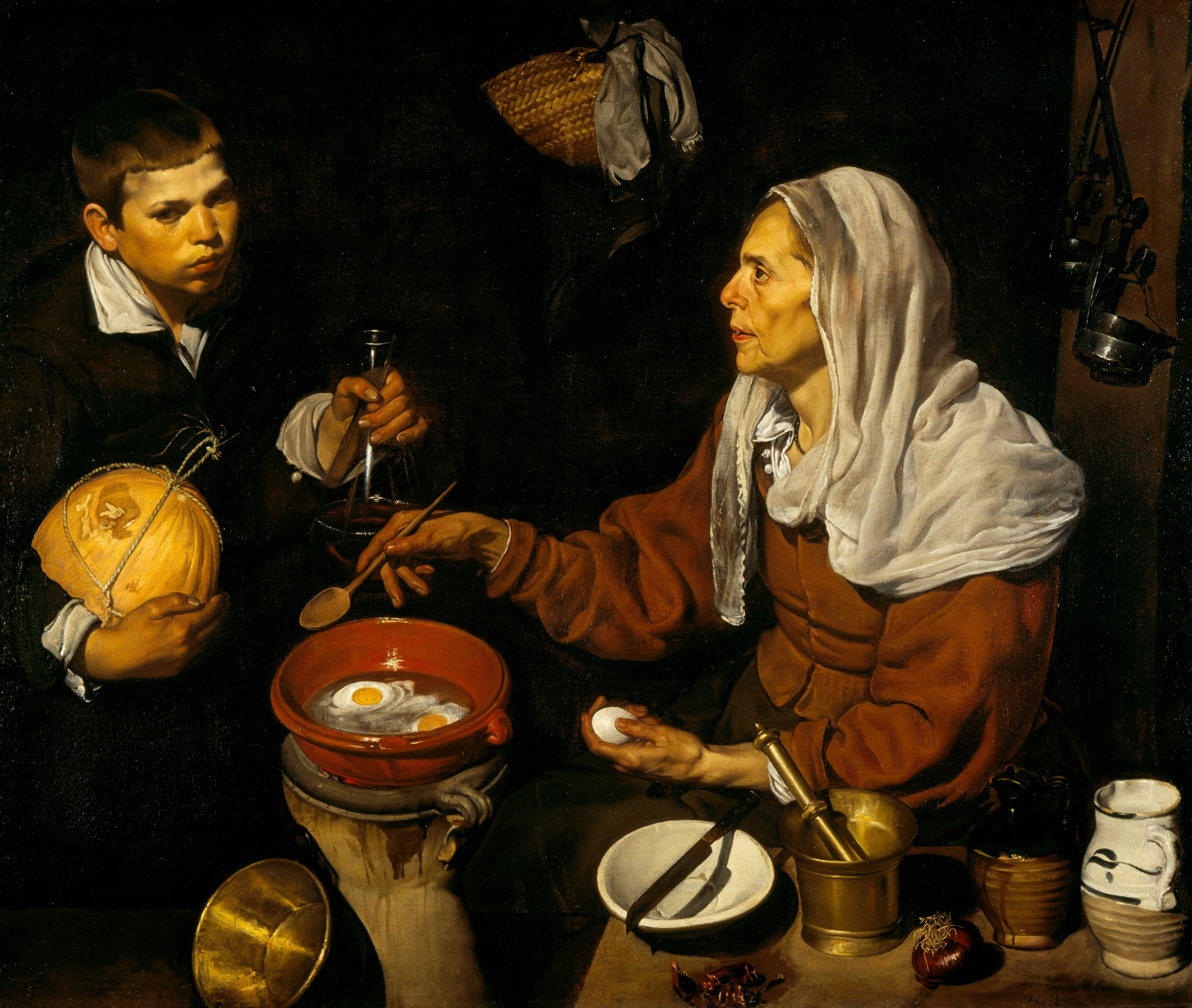
La vieja friendo unos huevos de Diego Velázquez. El huevo era considerado un alimento exclusivamente rural, sin posibilidad de poder ser transportado lejos. Su viabilidad como alimento era escasa fuera de un radio de aproximadamente cuarenta kilómetros.

El denominado Siglo de Oro español abarca un periodo dentro del siglo XVI. Económicamente este periodo se caracteriza por un Estado en bancarrota, una profunda crisis financiera, así como una inflación capaz de hacer que los precios crezcan de forma imparable. Durante este periodo la población española descendió, debido al efecto combinado de guerras, enfermedades y hambrunas. La expulsión de los moriscos (tras la revuelta mudéjar de las Alpujarras) acaecida en el año 1609, hizo que disminuyera más la población, así como la fuerza laboral activa dedicada plenamente a las labores agrícolas. La consecuencia de esta crisis se propagó a siglos posteriores, causando la carestía que posteriormente se denominaría: crisis del siglo siglo XVII. De esta situación de miseria general, queda constancia en la literatura española de la época hasta el punto de lograr un género literario: la novela picaresca.
El siglo XVII la sociedad española era fundamentalmente agraria. Muy dependiente su resultado del estado de la climatología española. En Castilla la Vieja se produce en 1666 una sequía generalizada, seguida de un crudo invierno. En 1668 la sequía afectó a Valencia; en 1670, a Cataluña y en 1671, a la mayor parte de España. Las inundaciones fueron generales en el invierno de 1671-1672 y la primavera de 1672 fue abundante en lluvias en Cataluña y muy seca en toda Castilla. En 1676 se inicia una crisis que permanecería hasta 1686. Las malas cosechas en Cataluña y Castilla, se unen a la peste en el sur de la península. Todo ello conlleva a una devaluación de la moneda que conlleva a una acaparación de la misma. En 1684 y 1687 hubo una plaga de la langosta que asoló Cataluña. La escasez de grano se generaliza en el territorio a finales del siglo XVII. Se produjo un descenso de población, haciendo que los agricultores redujeron las áreas de cultivo, dejando las tierras marginales para pastos. A ello se suma un inicio del despoblamiento rural debido a su elevada mortalidad, condiciones climáticas extremas, cargas impositivas, ventas de tierras. A esta situación se añade la obligada participación del imperio español en lejanas guerras como la de las Dunas o la de los treinta años (1609-1621), en el sitio de Breda. Otras guerras se producen en las fronteras españolas como la defensa de Cádiz contra los ingleses. A esta situación se añade la peste en 1647 que avanza por el mediterráneo y salta desde Argel a Valencia. La inestabilidad y la desigualdad hace que surja un fenómeno nuevo: el bandolerismo que irá en España en auge hasta el siglo XIX.
En el norte de España (Galicia y Cantábrico) se ve como una solución al problema de la dependencia del cultivo cerealista, intentar un porcentaje del cultivo del maíz. Es cierto que su cultivo no transformó el modelo agrario, pero si frenó las prácticas del barbecho. Permitió el progreso del minifundismo y a un crecimiento de la población a comienzos del XVIII. La agricultura mediterránea se mantiene en los niveles de precariedad, siguiendo en su predominio del cereal y el barbecho bienal. Hay zonas que comienzan a especializarse en cultivos como el algarrobo (norte de Castellón), o el arroz (algunos pueblos de Valencia). La crisis rural acaba por resolverse en las primeras décadas del siglo XVIII. Algunas costumbres como la denominada abstinencia atenuada (o grosura) se establece tradicionalmente los sábados en Castilla.
En el terreno de la ganadería la Mesta evolucionó hasta lograr la bancarrota a mediados/finales del siglo XVII. Si en 1630 se encontraban fácilmente rebaños con 50 000 cabezas, en 1680 apenas había rebaños de ovejas con 10 000. Ciertamente se produjo una decadencia de la ganadería trashumante, en beneficio de la estante. Se produjo un aumento de la ganadería porcina. La sequía es entendida como un periodo largo sin precipitaciones como para causar un déficit de humedad en el suelo, debido principalmente a la evaporación y a la disminución del flujo de las corrientes de agua. Transformando las actividades humanas y biológicas de la zona afectada. Las sequía y precipitaciones torrenciales se convierten en un factor socioeconómico. La precipitación en España posee una pluviometría modesta, una alta variabilidad, largos periodos de sequía. Los casos de riadas en los ríos españoles es frecuente en este periodo, hasta que a mediados del siglo XX se represan. Casos como la riada de San Policarpo en la ciudad de Salamanca en 1626 son frecuentes y repetitivos.
El siglo XVII afectó en una profunda crisis a gran parte de los países de Europa. Dependiendo de la década del siglo afectó en mayor o menor medida a uno u otro país, o área regional. En el caso de España e Italia les afectó a mediados del siglo. El siglo XVIII se abre para España con la proclamación de Felipe V como el primer Borbón, y la consiguiente guerra de Sucesión Española. Guerra que invadió todo el territorio del país, dividiéndolo en dos frentes: borbónicos contra austracistas. Paradójicamente la población crece un 40% a lo largo de este siglo. A pesar de ello el campesinado del norte acusa una gran pobreza que se refleja en la necesidad acuciante de incorporar otros cultivos distintos del trigo. El reinado de Carlos III coincide con un auge en obra civil, se mejora la infraestructura viaria, inspirado en las nuevas ideas se crean las Reales Fábricas y se introduce un nuevo estilo de producción desconocido hasta entonces. A pesar de todo, no existen ejemplos de corte industrial en el siglo XVII que supusiese una mejora en la producción agrícola. Desde el siglo XV se vienen reproduciendo frecuentemente los denominados motines de subsistencias que se consideran revueltas populares, uno de los más importantes a finales del siglo XVII es el motín de los Gatos.
En 1762 el epidemiólogo español Gaspar Casal realiza una descripción detallada de una enfermedad que denomina mal de la rosa (pelagra). Enfermedad muy generalizada que posee un carácter social y que aparecerá en siglos sucesivos en el área rural, asociado siempre a los periodos de carestía. Aparecen, no obstante, otras enfermedades neurológicas asociadas a estadios iniciales de un cuadro pelagroso. La abundancia de vagamundos en las grandes poblaciones es habitual, de esta forma Campomanes cuenta cerca de 140 000 sólo en Zaragoza. En este esfuerzo social por mitigar las carestías, las sociedades económicas de amigos del país inician diversas luchas promoviendo el consumo de los alimentos del nuevo mundo, tal y como es la patata. Se promueve la construcción de hospicios,

## Hambres decimonónicas

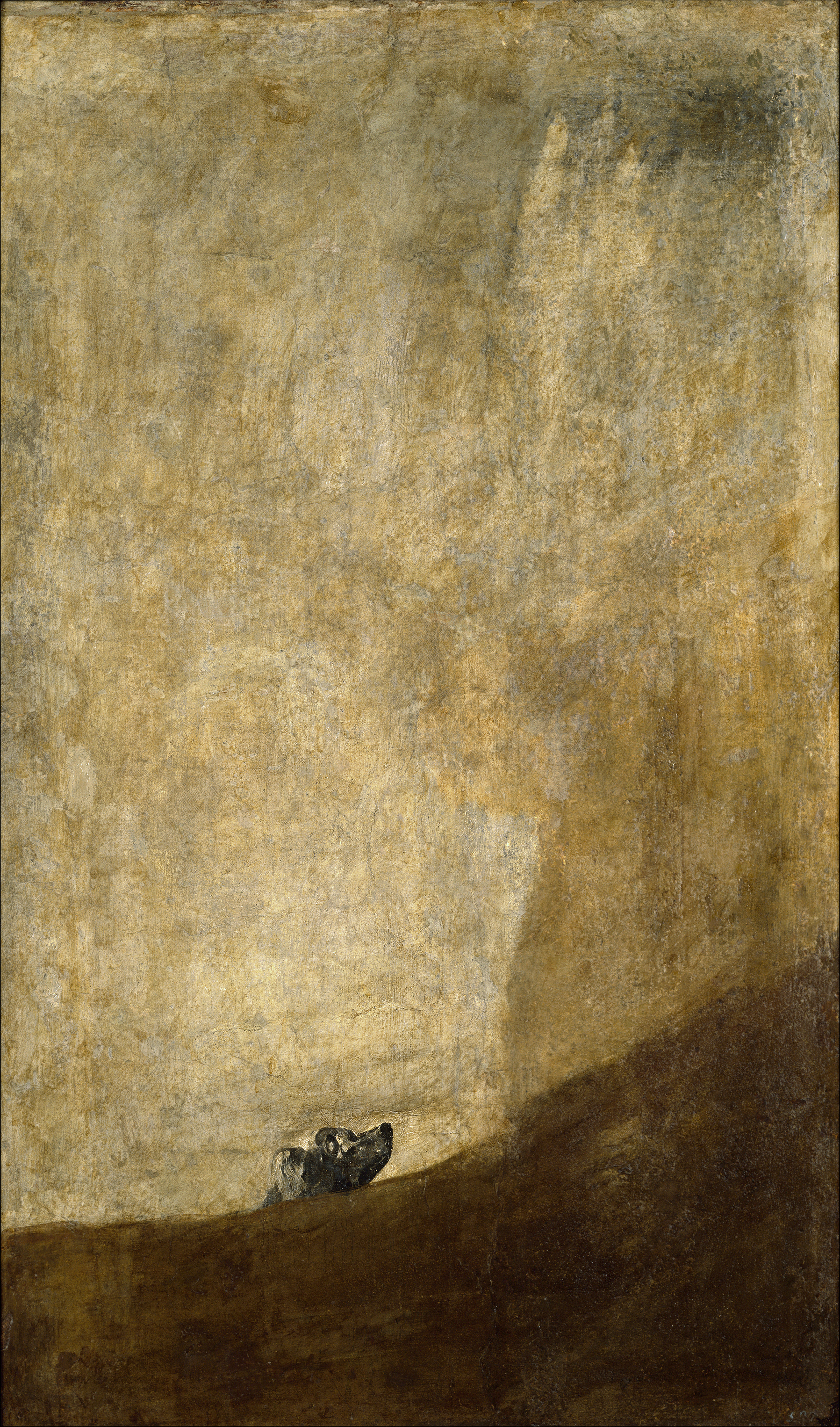
Francisco de Goya, testigo de los cambios sociales de la Guerra de Independencia, resume la situación de un país en un gran lienzo en el que se ve la cabeza de un perro que mira. La gazuza o hambre canina como hambre extrema.

Mientras que en los países europeos del entorno se producía un auge debido a la Revolución Industrial, en España había una Guerra de Independencia, unas Guerras Carlistas y las pérdidas del imperio ultramarino. El territorio español fue invadido por tropas francesas en el año 1808, desde esa fecha que comienza la Guerra de Independencia hasta el año 1812 las escenas de batalla y hambre en la población son habituales. El alimento más popular durante estos periodos de hambruna fueron las gachas de almorta. El mismo pintor Francisco de Goya retrata en una serie de ochenta y dos litografías dedicada a los desastres de la guerra titula uno (el grabado 51): gracias a la almorta. Muestra en él a un grupo de personas famélicas, alimentadas con gachas elaboradas en harina de almortas. En la actualidad existe una variante muy elaborada que se denomina: gachas manchegas. Durante parte del siglo XIX y XX las gachas de la harina de almorta eran usadas en el territorio español en casos de extrema hambre. Esta costumbre haría que en el siglo XX hubiera epidemias de latirismo en ciertas zonas de la Mancha. La ausencia de alimentos proteínicos como son el pescado, carne y con fibras como son las frutas era patente. El hambre causa una prolongada monoalimentación, ejemplos son: el cicerismo.
Ya incluso en el Congreso de Viena, los participantes que dibujan la línea de influencia europea, y que fue celebrado a comienzos del siglo. España aparece como una potencia mundial de segunda fila. Apenas unas décadas han pasado del fin de la guerra de independencia cuando estallan secuencialmente las tres guerras civiles entre los carlistas (absolutistas), partidarios de Carlos María Isidro de Borbón y sus descendientes, y los liberales, partidarios de Isabel II de España. Esta situación bélica hizo que la revolución industrial en España quedara completamente postergada. En el terreno de las campañas militares decimonónicas España se ve envuelta en una serie de guerras imperiales que finalizaría en 1898 con la pérdida definitiva de todas las posesiones coloniales de ultramar. La llamada a filas para alimentar con soldados los frentes de guerra (los denominados quintos), realizada sobre la población, se convirtió en una obsesión de las clases menos favorecidas. Los más pudientes podían evitar la inclusión en estas listas de convocatorias mediante un pago al estado. Miles de campesinos se dirigieron al frente, en una España rural. Otros se arruinaron al pedir créditos al señorío local. Tras la guerra de independencia cubana y la confrontación hispano-estadounidense, ambas con derrota, regresan a España miles de soldados heridos que se agolpan en las calles de las capitales, engrosando las listas de paro. El ocaso del imperio español trajo consigo una interrupción en las vías de comercio. Situación que afectó a la economía de la España decimonónica de final del siglo. En el lustro de 1885 a 1890 se produjo una hambruna que obligó a los campesinos a emigrar al interior. Las usuras del 13% arruinaban a los campesinos cuando había malas cosechas.
Lo peor fue la propagación de las virulentas epidemias de cólera a lo largo de todo el territorio nacional, la primera en 1833, la segunda en 1835. A finales de siglo el hambre se apropiaba de ciertas profesiones específicas como son los profesores de enseñanza primaria, de ahí que se acuñó la expresión popular: pasar más hambre que un profesor de escuela. Los sueldos bajos de estos profesores, financiados en la mayoría de las ocasiones por los ayuntamientos, hacía que no se les abonase en muchas ocasiones el sueldo. Pasar el cargo de este sueldo al Estado fue una propuesta liberal planteada en 1886 que no se hizo realidad hasta 1901. Para remediar los problemas de desnutrición y alta mortalidad infantil se establece a finales del siglo XIX por la Cruz Roja española una institución denominada Gota de Leche (dependiendo de la región podía nominarse como cantina infantil, madriguera), institución encargada de proporcionar sucedáneos de leche materna a las madres sin recursos económicos.
Esta situación de carestía populariza evidentemente aquellas preparaciones culinarias cuyos ingredientes son relativamente abundantes, de esta forma renace el cocido en sus múltiples variantes. Heredero de la medieval olla podrida se propaga a lo largo de toda la península como identificador de un plato plenamente de las clases menos favorecidas. Esta preparación surge como la sopa boba (sopa de cocido) que se ofrecía antaño en conventos y en la España decimonónica en los nuevos comedores sociales. Tal y como retrata el pintor modernista Isidro Nonell en un cuadro titulado: Pobres esperando la sopa (1899). Precisamente nace en este periodo la literatura culinaria española a manos de Mariano Pardo de Figueroa y posteriormente de Dionisio Pérez Gutiérrez. Preocupados por mantener las raíces culinarias, escriben libros ensalzando por primera vez todo lo español en el terreno culinario. La consolidación del consumo de patata en el siglo XIX fue uno de los principales cambios en la transición nutricional de los españoles. Se desconocen los niveles de producción de la patata en la península, aunque se sabe que ya era conocida en toda la península. Se difundió en Galicia ampliamente en el siglo XVIII. Y Simpsom asigna un consumo diario medio de unos 350 gr (un 10% de la ingesta de calorías), mientras que los cereales suponían un 50%. Las legumbres al menos un 4%.
La carestía en el norte de España, a comienzos de siglo XX, se apropia por completo de las clases trabajadoras, generalmente campesinos. Esta situación hace que el caciquismo local emplee esta situación para convocar mítines políticos siempre vinculados a grandes banquetes, tal y como en 1905 y lo denuncia Manuel María Puga y Parga (alias 'picadillo') un político-gastrónomo gallego que los denomina guisotes. Una situación parecida de caciquismo rural se encontraba en el sur de España.
Las hambrunas existentes en el siglo XIX en Europa alcanzan igualmente a España, y cabe destacar los esfuerzos del Conde Rumford que se localizan en la provincia de Segovia. Precisamente el conde propone en München un novedoso programa para la abolición de la mendicidad y socorro de los pobres. En su esfuerzo por minimizar costes inventa un hornillo de poco consumo energético, en el que se podía elaborar una sopa que empleaba unos ingredientes de bajo coste: se popularizó como la sopa económica de Rumford (denominado igualmente como potaje a la Rumford). El método fue difundido en España por los ilustrados (concretamente miembros de la Sociedad Económica Matritense); en 1802 se publica en el Semanario de Agricultura la “Instrucción breve para la sopa económica”, donde se explicaba la manera de prepararla al estilo de París para socorrer a los pobres. En 1803, una Real Orden ya autorizaba la distribución de sopas económicas en el Reino de España, debido a la dureza en la carestía de alimentos y el hambre entre las clases bajas de la población.

## SigloXX

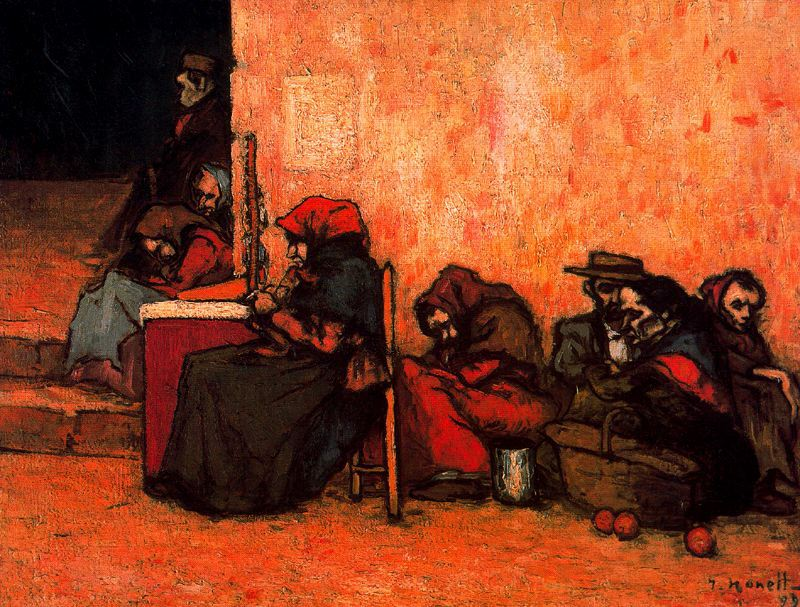
Isidro Nonell y Monturiol retrata una situación de hambre de finales del : Pobres esperando la sopa (1899).

La población española a comienzos del siglo XX era de unos escasos dieciocho millones de habitantes. Se alcanza la veintena en la primera década del siglo. La evolución de la demografía española de comienzos de siglo se ve interrumpido primero por la gripe española, y posteriormente por la Guerra Civil del 36. La inflación española produce una escalada de precios en los alimentos básicos a principios de siglo, una barra de pan sube en menos de una década casi un 40%. Otros ingredientes de la cocina tradicional como el bacalao en salazón, la carne de vacuno, la verdura, y las patatas se van encareciendo en las primeras décadas del siglo. Todos ellos ingredientes básicos de los platos típicos de las clases proletarias. Los salarios de los obreros se estancan. La alternativa a esta situación fue la emigración a otros países de las clases menos favorecidas. Otros se dirigen a las grandes ciudades con el objeto de mejorar la posición social: aparecen por primera vez los asentamientos informales en torno a las capitales.
España recibe la mayoría de edad de Alfonso XIII con huelgas en todo el país. La crisis española de 1917 tiene como consecuencia la que será la primera huelga general, situación que acabó con la dictadura de Primo de Rivera, periodo en el que la participación de España en la Primera Guerra Mundial es escasa, proporcionando un ambiente de prosperidad económica debido a su posición neutral. Esta prosperidad dura poco tiempo, apenas un par de décadas. En este periodo España establece un protectorado español de Marruecos (parte del concepto de la África española) que devendrá en una guerra del Rif. Tras el desastre inicial se producen algunos éxitos militares que animan a España a participar en el reparto colonial de África. Esta situación supuso un nuevo reclutamiento de numerosos campesinos que abandonaban los campos, de una nación rural, poco industrializada.
La proclamación de la Segunda República en el año 1931 genera expectativas en la población obrera, ya durante el primer bienio se pretende realizar la Reforma Agraria que tantos campesinos llevaban esperando. La falta de medios y el poco apoyo de las clases medias y altas hace fracasar su puesta en marcha. Las revueltas a favor, y en contra de la República dividen al campesinado español.

### La Guerra Civil y su racionamiento alimenticio

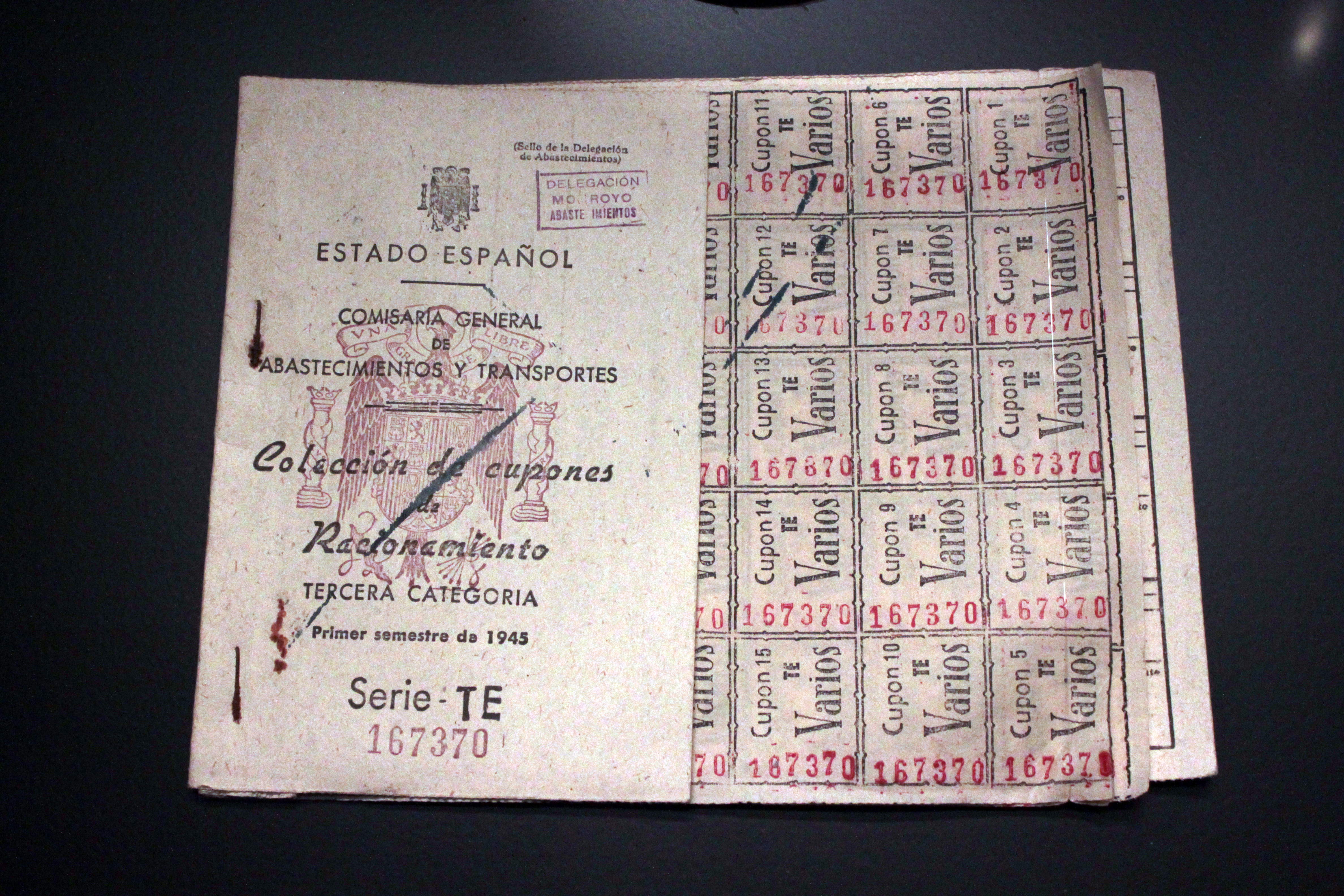
Cartilla de racionamiento española de 1945.

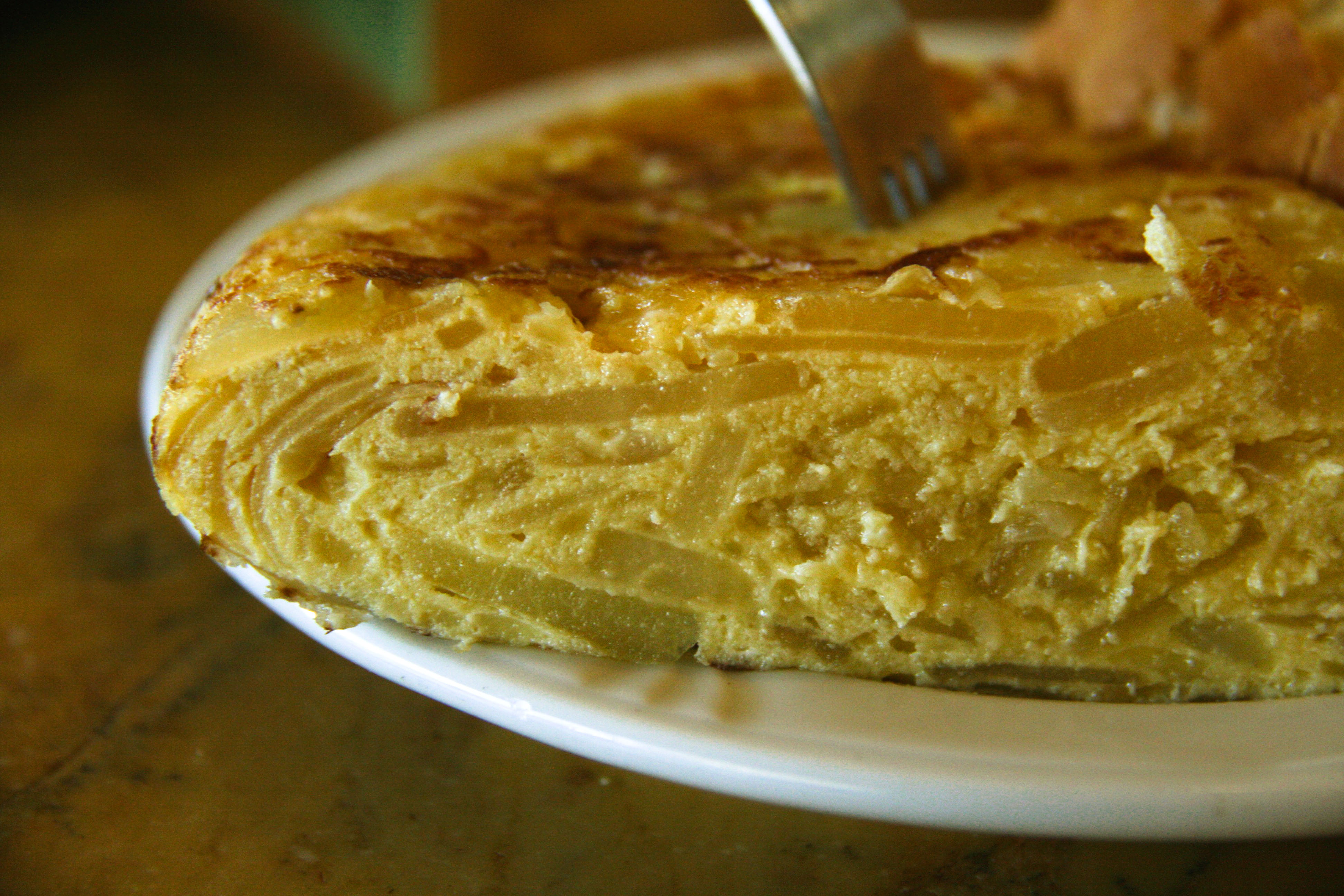
La tortilla de patatas (tortilla española) es un alimento que surge en la culinaria española en pleno, sus ingredientes son los que dispone el pueblo llano en la cartilla de racionamiento.

El golpe de Estado en España de julio de 1936 divide el territorio español en dos bandos que lucharán durante tres años en una Guerra Civil que abarca sucesivamente a gran parte del territorio. Este enfrentamiento produce una situación de desabastecimiento en la zona republicana debido principalmente al desmantelamiento de la producción agraria, posteriormente a las vías de comunicación. Los campos de cultivo de cereales que se encuentran en Castilla están en manos de la zona sublevada. Los del sur que inicialmente eran leales a la república, poco a poco en el primer año de contienda van cayendo en manos del bando sublevado. Este desabastecimiento en la zona republicana fue más o menos intenso durante los tres años de la contienda. Algunos de los ingredientes como las lentejas eran tan escasas que se servían con escasez, denominándose jocosamente como píldoras del Doctor Negrín: en honor a Juan Negrín, presidente del Consejo de Ministros. En cambio, la zona sublevada apenas sufrió desabastecimiento en este periodo.
Algunos de los ingredientes que no se comerían en época de paz resultaban populares durante la contienda, de esta forma se vendía en las carnicerías frecuentemente carne de caballo o de mulo procedente de las constantes bajas del frente. Algunos alimentos de carácter básico, como podía ser la leche, la carne, los huevos se podían abastecer sólo mediante receta médica. Esto era frecuente en frente de Madrid. El racionamiento se propagó posteriormente a todo el territorio español. El único libro de cocina publicado en este periodo fue la cocina de recursos de Ignasi Domènech i Puigcercós, en él se describe la cocina típica de la época, en el que se juega con la carencia de ingredientes básicos. El racionamiento de la población comienza el 14 de mayo de 1939 por un decreto del Ministerio de Industria y Comercio. El racionamiento se prolongará por más de una década. Algunas costumbres de este periodo se arraigan en la hostelería como el denominado día del plato único. El entorno europeo se prepara para una gran guerra.
En los años cincuenta se populariza un personaje de tebeo denominado Carpanta, se trata de un personaje ficticio creado por el ilustrador José Escobar Saliente. Carpanta es un personaje hambriento en busca permanente de comida. El franquismo pasa unos lustros bajo un régimen económico caracterizado por la autarquía, y esto se reflejó en la población. Los abastecimientos de carne procedentes de ciertos países como Argentina fueron habituales en este periodo.
La carestía se extendió por todo el territorio durante décadas. Nacen en el periodo autárquico franquista los planes de desarrollo. La denominada transición nutricional se inició con el siglo XX. La primera etapa fue regularizar la ingesta calórica suficiente para la mayoría de la población. Desde las 2500 kCal de las sociedades preindustriales, a unas 3000 kCal. Hace que existan transiciones en sistemas alimentarios en los que desaparecen las legumbres de la dieta, perdiendo peso los cereales, al tiempo que se introduce un mayor consumo de leche, huevos y lácteos. Esta transición nutricional tuvo cierto retraso comparado con los países europeos cercanos.

### Un remedio: La normalización
En la segunda mitad del siglo XX se produjeron cambios en la dieta de los españoles. Las mejoras en las nuevas formas de producción, procesado, y distribución de alimentos. Se producen fenómenos como la disminución de la proporción de la renta dedicada a la alimentación. Se introducen nuevos estilos de vida como es el sedentarismo, el estrés, etc. La aparición de enfermedades típicas de las denominadas sociedades de la abundancia como son la obesidad, la diabetes, algunos tipos de cáncer, las enfermedades cardiovasculares. Uno de los precursores en el estudio de la nutrición española fue el profesor Francisco Grande Covián desde el creado Instituto de Alimentación. En sus estudios se refleja el déficit de calorías diarias de la población española, causante de la pelagra (deficiencia de vitamina B3), alteraciones neurológicas y edemas de hambre. De los primeros historiadores en abordar la investigación del tema de la alimentación en España fue James Simpson.
Durante la postguerra la alimentación de los españoles tardó en normalizarse, pues comienza otro conflicto mundial: la Segunda Guerra Mundial que dificulta la adquisición de alimentos. Covian centra sus estudios en los problemas de realimentación de aquellas personas que han sufrido de desnutrición. Es en el año el año 1954 cuando se crea la primera Escuela de Bromatología en la Universidad de Madrid, y uno de los primeros cometidos fue la realización de la encuesta de nutrición para la población española. La encuesta se denomina Estudios Nacionales de Nutrición y Alimentación (ENNA) y se estudian cerca de sesenta localidades en su primera edición del año 1965 (ENNA-1). El estudio reveló que un 15% de la población no consumía la cantidad necesaria de calorías diarias. Igualmente se detectó una carencia generalizada de vitamina A en la ingesta diaria. Importantes diferencias en la alimentación entre zonas urbanas y rurales, detectándose mayor consumo de pan, patatas y aceites, leguminosas y vino en las áreas rurales, mientras que en la zona urbana había un mayor consumo de otros derivados de cereales, verduras, frutas, leche, carne, pescados, cerveza y licores. En el ENNA-2 (1981) se revela como la estructura alimentaria de la población se homogeneiza, y la ingesta calórica sobrepasa los 26% recomendados. Disminuye el consumo de cereales panificados y de legumbres, tendencia similar a la encontrada en el resto de los países industrializados. En España, desde 1964, se ha producido un importante aumento en el consumo de carne, mucho mayor que en el de cualquier otro grupo de alimentos. Al final de los años sesenta se produce una generación que posee unas características de altura superiores a lo habitual, se denominan la generación del yogur.
España se adhiere tardíamente a la revolución verde en los años sesenta, pronto incorpora a la dieta mejoras vegetales. El Código Civil incluye una cláusula denominada obligación de alimentos que incluye la obligación que tienen ciertos parientes entre sí consistente en atender a otros parientes en situaciones difíciles y de necesidad. Es la manifestación más evidente del Derecho de Familia. Yendo más allá de la simple relación creada por la filiación, comienza en la fecha de la presentación de la demanda en solicitud de alimentos. Aparece el fenómeno de las huelgas de hambre seguidas por los presos políticos. Estos actos reivindicativos se multiplican.